# ازعومن (أولاد بوبكر)
ازعومن هي إحدى مشيخات المملكة المغربية، تتبع جغرافيا لإقليم الدريوش وإداريًا لأولاد بوبكر. يقدر عدد سكانها بـ 9275 نسمة حسب الإحصاء الرسمي للسكان والسكنى لسنة 2004.